# Морская авиация Латвии

Командир Отделения морской авиации капитан Николай Евлампьев среди лётчиков отделения. Осень 1923 года.

Плакат авиационного праздника. 1923 год. Автор Сергей Цивинский

Морская авиация Латвии (латыш. Jūras aviācijas) — подразделение армии Первой Латвийской республики. Создано 1 декабря 1922 года как отделение морской авиации при латвийской авиационной дивизии. 1 мая 1926 года отделение морской авиации было переименовано в Дивизион морской авиации. 25 мая 1936 года Дивизион морской авиации был ликвидирован и трансформирован в 8-ю морскую эскадрилью Латвийского авиационного полка.
Для обучения лётчиков полётам как над морем, так и над сушей, между Дивизионом морской авиации и Авиационным полком систематически происходил обмен пилотами.

## История
11 июля 1919 года генерал Давид Симансон издает приказ о начале формирования морской авиации.
27 июля 1919 года выходит приказ об назначение лейтенанта Маркуса Озолса временным исполняющим обязанности командира Авиационной группы, с целью продолжать формирование Отделения морской авиации».
11 декабря 1922 года исполняющим обязанности командира Отделения гидросамолётов был назначен старший лейтенант Николай Евлампьев.
13 декабря командиром Отделения морской авиации стал капитан Янис Линдбергс. Параллельно создавалась Авиационная дивизия сухопутного авиационного подразделения.
21 августа 1923 года Разведывательное отделение Морской авиации выделили из состава Авиационного дивизиона и включили в состав Морского флота как Отделение морской авиации. Командиром отделения остался Николай Евлампьев, повышенный в звании до капитан-лейтенанта. Отделение было подчинено напрямую офицеру по особым поручениям Архибальду фон Кейзерлингу. Инфраструктура представляла собой слип и два железобетонных ангара.
28 февраля 1923 года из Италию были закуплены первые три летающие лодки «Savoia S-16», оснащённые двигателями «Fiat A-12» мощностью 300 лошадиных сил. Позже закупали французские гидросамолеты Hanriot HD-17, Caudron C-60, шведские Heinkel HE-4, итальянские Fiat CR-1 и другие. 

Опознавательный знак самолетов - символ угунскрустс

Морская авиация подчинялась главнокомандующему флота Латвии. Летчики носили флотскую форму с крылышками на погонах и надписью «Морская авиация» на ленточках. В качестве опознавательных знака использовался символ угунскрустс.

Дивизион Морской авиации Латвийской армии в декабре 1922 года перенял здания, построенные германской армией во время Первой мировой войны.

Летчики Морской авиации возле самолета Эми Джонсон, который здесь помогли спасти от внезапно налетевшей бури. Июль 1931 года, перелет Лондон-Токио

27 июня 1924 года Отделение морской авиации было включено в состав создаваемой Морской эскадры береговой обороны. Началось развитие  инфраструктуры для самолетов на шасси и тренировочные полигоны для летчиков.
1 мая 1926 года Отделение морской авиации было переименовано в Дивизион морской авиации.
20 сентября 1926 года с приобретением истребителей появилась необходимость разделить Дивизион морской авиации на две отдельные эскадрильи — разведывательной (морской) и истребительной (сухопутной) авиации, в соответствии с предназначением самолётов.
23 июля 1931 года Истребительная эскадрилья Дивизиона морской авиации была расформирована и вместе со всеми пятью оставшимися истребителями «Fiat CR-1» переведена в состав 8-й, истребительной эскадрильи Авиационного полка.
25 мая 1936 года Дивизион морской авиации был ликвидирован и трансформирован в 8-ю, морскую эскадрилью Латвийского авиационного полка.

## Аварии
Всего за время существования подразделения латвийской морской авиации погибли девять лётчиков и было потеряно шесть гидросамолётов.
1 июня 1924 года Петерис Абрамс c мотористом А. Бахманисом на самолете Savoia S16 совершал полет от Северной пристани в сторону Лиепае. Полет выполнялся в учебных и рекламных целях. Абрамс разбрасывал рекламные листовки с приглашением посетить предстоящий авиационный праздник.  Когда самолет находился недалеко от Лиепайского маяка, двигатель заглох, и Абрамс попытался направить самолет в сторону моря, чтобы приземлиться на воду. Посадка оказалась неудачной — самолет разбился в 150 метрах от берега, а пилот Петерис Абрамс и моторист А. Бахманис погибли. Эта авария стала первой в латвийской морской авиации.
11 сентября 1926 года на самолете Savoia S16 попали в аварию летчики В. Якубов и Я. Минкус.
4 марта 1927 года разбились два самолета «Hansa-Brandenburg» «HB-33» и типа «W33». В восстановлении самолётов участвовал инженер-конструктор Карлис Ирбитис. 6 ноября 1931 года во время проведения учебных полётов, при отработке приёмов воздушного боя над Лиепаей столкнулись и упали два разведывательных гидросамолёта «Heinkel НЕ-4».
8 ноября 1928 года при посадке на аэродром разрушился истребитель «Fiat CR-1» сержанта Яниса Карклиньша.
28 июня 1934 года из-за технической неисправности, связанной с потерей управления, погибли лётчик-наблюдатель самолёта «Heinkel HE-4», капитан Курземского пехотного полка Карлис Стекис и лётчик лейтенант Арвидс Лиепиньш. Пилот капитан Александр Зариньш в последний момент успел выпрыгнуть из самолёта и приземлиться на парашюте. Это был единственный случай в Дивизионе морской авиации, когда был использован парашют.

## Самолеты
- Гидросамолет (летающая лодка) типа «Savoia S-16bis»
- Двухместный учебный поплавковый гидросамолёт «Hanriot HD-17»
- Двухместный учебный поплавковый гидросамолёт «Hanriot HD-19a»
- Учебный поплавковый гидросамолет типа «Caudron C-60»
- Двухместный поплавковый гидросамолет типа «Hansa-Brandenburg HB-33 / W33».
- Трехместный поплавковый гидросамолет типа «Heinkel HE-4»
- Двухместный гидросамолёт типа «Svenska Aero SA-10 Pirat»
- Трёхместный разведывательный гидросамолёт типа «Fairey Seal»
- Одноместный истребитель типа «Fiat CR-1»

## Командиры Отделения и Дивизиона морской авиации
- Старший лейтенант Николай Евлампьев, 11.12.1922 — 13.12.1922[3]
- Капитан Янис Линдберг, 13.12.1922 — 19.06.1923[3]
- Команд-лейтенант Николай Евлампьев, 20.06.1923 — 16.09.1925[3]
- Старший лейтенант Рейнхолд Блёдниекс, и. о. 21.09.1925 — 29.09.1929[3]
- Капитан Волдемарс Якубовс, и. о. 30.09.1925 — 31.05.1926[3]
- Лейтенант-полковник Волдемар Якубов, 31.05.1926 — 19.07.1935[3]
- Капитан Александр Зариньш, 20.07.1935 — 25.05.1936 (29.10.1936)[3]